# Palazzo Sanseverino-Falcone

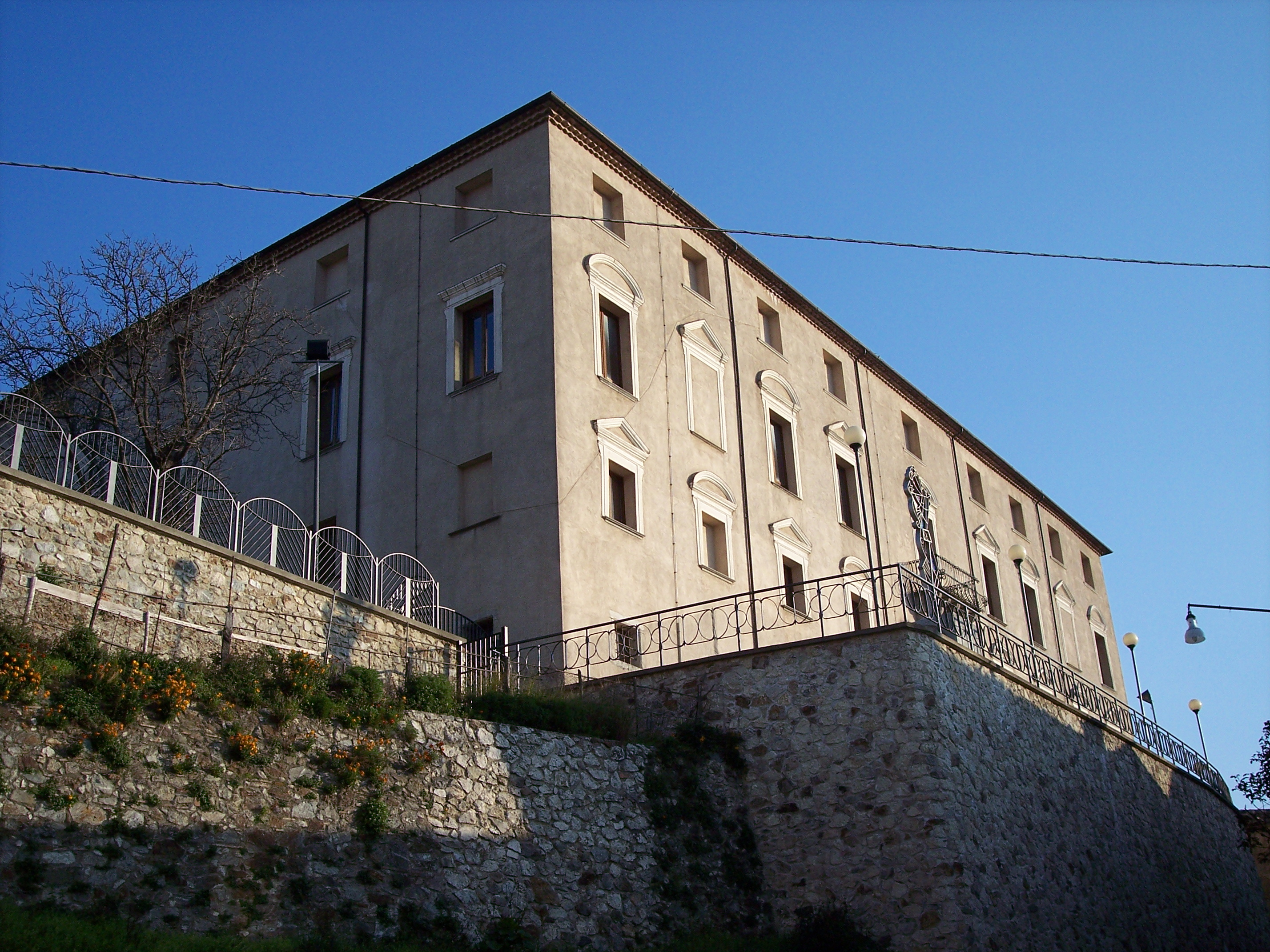
Palazzo Sanseverino-Falcone

Der Palazzo Sanseverino-Falcone ist ein Palast aus dem 17. Jahrhundert in Acri in der italienischen Region Kalabrien. Er liegt an der Piazza Beato Angelo d’Acri, 1.

## Geschichte
Den Palast ließ ab dem 17. Jahrhundert Giuseppe Leopoldo Sanseverino, X. Prinz von Bisignano, erbauen. Aus dem Werk des Geschichtswissenschaftlers Raffaele Capalbo kann man ersehen, dass das Grundstück, auf dem heute der Palast steht, Don Fabrizio Julia gehörte und die Sanseverinos es später kauften. Julia bekräftigt auch, dass das Projekt von einem römischen Architekten stammte, und, dass die Baukosten sich auf 70.000 Dukaten beliefen, und zwar ohne die Ausgaben für den Bilderschmuck. Wie aufgeschrieben wurde, werden die Fresken, auf denen die „Allegorie der Zeit“ und der „Raub der Prosperina“ abgebildet sind, (und die der Geschichtswissenschaftler Capalbo dem Künstler Zuccari da Sant’Angelo in Vado zuschreiben wollte, der im 16. und Anfang des 17. Jahrhunderts lebte und arbeitete) dahingegen dem Künstler Donato Vitale aus Neapel zugeordnet, der die Säle in den Jahren 1714–1718 ausmalte, wie der Historiker Giuseppe Abruzzo mit einer validen Dokumentation beweist. Was den Erbauer des Gebäudes angeht, ist man sich sicher, dass es sich dabei um Stefano Vangeri aus Rogliano handelt, der für seine zahlreichen Umbauten an Palästen in kalabresischen Städten bekannt ist und bis 1720 arbeitete, das Jahr, in dem er sich wahrscheinlich auch um den letzten Schliff an dem Palast kümmerte.
Der Palast wurde zur Wohnstatt der Familie Falcone, als der Adlige Don Angelo Falcone die Prinzessin Carmela Sanseverino heiratete. In den 1980er-Jahren schenkte die Familie Falcone den Palast der Stadt Acri. In dem Palast sind heute ein Teil des Museo della Civiltà Contadina (dt.: Museum der bäuerlichen Lebensweise) und das MACA – Museo d’Arte Contemporanea (dt.: Museum zeitgenössischer Kunst) untergebracht; letzteres ist nach Silvio Vigliaturo benannt. Ebenso wird dort gerade eine Pinakothek der Stadt gegründet.

## Beschreibung
Das Gebäude hat vier Stockwerke, im Erdgeschoss und im ersten Obergeschoss war eine Art Torhaus des Prinzen untergebracht. Der Ostflügel des Erdgeschosses ist durch einen großen Saal („Säulensaal“) gekennzeichnet. Er hat Wände mit Nischen (die früher durch glänzende Marmorfiguren geschmückt waren) und in der Mitte acht Steinsäulen mit Kapitellen im Stil des späten 16. Jahrhunderts, von denen einige glauben, dass sie aus einem früheren Gebäude, vielleicht einer Kirche, stammen und wiederverwendet wurden. Das zweite Obergeschoss, auch Piano nobile genannt, wo die Familie residierte, besteht aus verschiedenen Sälen, in denen die Fresken herausstechen, die nur teilweise verblasst und noch gut erkennbar sind. Das dritte Obergeschoss war für die Dienerschaft und die Küchen reserviert.
Der Säulensaal, der sich über die gesamte Südostseite (= Fassade des Haupteingangs) erstreckt, hat eine Fläche von 351 m² (35,80 Meter × 9,80 Meter) und seine Decke wird in der Mitte von acht Säulen getragen (sechs freistehende und zwei halb in die Wände integrierte); ihr Durchmesser beträgt 77 Zentimeter, sie bestehen aus übereinander gestapelten, zylindrischen Kalksteinblöcken, ihr Abstand variiert zwischen 5,10 Metern und 5,40 Metern und sie sind über 4 Meter hoch. In die längsseitigen Mauern sind 46 halbrunde Nischen eingelassen (24 an der Südostseite und 11 + 11 an der Nordwestseite); ihr Durchmesser beträgt 76,5 Zentimeter und sie sind 2,20 Meter hoch. Um in diesen großartigen Saal zu gelangen, muss man den Innenhof mit quadratischem Grundriss queren. Der Eingang zum Säulensaal ist mit zwei in die Mauern eingelassenen Brunnen dekoriert. Von diesen sind noch die beiden Becken aus Kalkstein erhalten (1,06 Meter Durchmesser und 96 Zentimeter Höhe und nahe an den Wänden), die zwei Nischen zeigen (98 Zentimeter breit und 1,48 Meter hoch), die Statuen oder Büsten enthielten (was das bezeugt, was in der linken Nische erhalten ist).